# Barstow (Kalifornia)
Barstow város az USA Kalifornia államában, San Bernardino megyében. Lakosainak száma 25 415 fő (2020. április 1.).

## Közlekedés
Itt található a Barstow Yard, a BNSF egyik nagy rendezőpályaudvara is.

## Népesség
A település népességének változása:

| 2010 | 22 639 |
| 2020 | 25 415 |